# Idiocracy
Pour plus de détails, voir Fiche technique et Distribution.
Idiocracy est un film américain, réalisé par Mike Judge et sorti en 2006.
Cette comédie satirique de science-fiction raconte l'histoire de deux personnes qui, après une hibernation de cinq siècles, se réveillent dans une société dystopique rongée par l'anti-intellectualisme, le mercantilisme, la surpopulation et la dégradation de l'environnement. Le récit du film emploie un hypothétique effet dysgénique pour expliquer ceci : les idiots font plus d'enfants que les gens intelligents, ce qui entraîne une très nette baisse du QI moyen à long terme. Cet argument permet aux scénaristes d'amplifier et de parodier les travers populistes et mercantiles de la société américaine.
Les producteurs de la 20th Century Fox retardent la sortie du film et ne lui font que très peu de publicité. Prévu pour 2005, Idiocracy sort finalement le 3 septembre 2006 dans seulement cent trente salles des États-Unis et passe inaperçu. En France, le film sort en DVD sous le titre Planet Stupid. Un échec au box-office et presque absent des remises de prix, Idiocracy acquiert toutefois un statut de « film culte » après sa sortie en DVD,, et est cité par certains auteurs dénonçant la dégénérescence de la démocratie américaine, la pollution ou encore la consommation de masse,,.

## Synopsis
Une séquence d'ouverture de plusieurs minutes met en contraste l'histoire d'un couple intelligent, de classe moyenne, qui hésite à avoir des enfants, et celle d'un couple visiblement pauvre et niais, mais à la fertilité prolifique.
Le récit du film commence ensuite, alors que le Pentagone prépare un programme d'hibernation censé préserver les meilleurs éléments jusqu'aux périodes de conflits. Une phase expérimentale d'un an débute en 2005 avec deux cobayes : Joe Bauers, un soldat moyen de l'armée américaine qui n'a d'autre ambition que de rester tranquillement à son poste de bibliothécaire, et Rita, une prostituée livrée par son proxénète Upgrayedd au responsable du programme, l'officier Collins. Ce dernier, largement compromis avec les criminels, est arrêté : le programme est stoppé, la base est détruite et les caissons cryogéniques de Joe et de Rita sont oubliés sous les gravats.
Au fil du temps, les ordures ménagères s'amoncellent en telles quantités qu'au début du XXVIe siècle, une grande avalanche de détritus déferle sur une ville délabrée et y charrie les caissons de Joe et de Rita. Joe se réveille dans l'appartement d'un dénommé Frito, qui ricane stupidement à chaque coup dans les parties génitales que prend le héros de l'émission phare de la télévision de l'époque, Oh ! Mes burnes ! (Ow! My Balls! en version originale). Désorienté par sa longue hibernation, Joe tente d'obtenir quelques renseignements, mais Frito s'énerve et le défenestre.
Dans les rues mal entretenues, Joe ne rencontre que des ignares gavés de malbouffe au registre de langue très amoindri. Il décide rapidement de se faire examiner dans un hôpital ; malheureusement, la préposée à l'accueil ne comprend rien à son problème : hagarde, elle se résout finalement à appuyer sur l'un des pictogrammes criards qui symbolisent les problèmes de santé les plus courants. Après une phase peu ragoûtante de diagnostic automatisé, Joe obtient un rendez-vous avec le « docter Lexus ». Mais le médecin, qui ne cesse de tirer sur un énorme joint, baragouine seulement quelques mots confus, puis lui demande de payer la « consultation ». Interloqué par la date sur la facture, Joe réalise enfin qu'il s'est réveillé le 3 mars 2505 et panique. Lexus panique lui aussi quand il remarque que Joe n'a pas le code-barres que tous doivent porter au poignet : il crie « Individu inscannable ! » et alerte les autorités.
Joe est donc arrêté, jugé, puis condamné. Avant d'aller en prison, Joe se fait tatouer son identité sur le poignet ; mais le recenseur automatique comprend mal les réponses de Joe et le renomme « Pas Sûr » (Not Sure en version originale). Ensuite, Joe se fait interroger par la machine qui détermine le quotient intellectuel (QI) des futurs détenus pour savoir quels travaux leur confier. Après les tests, Joe parvient à s'évader en faisant croire aux gardiens qu'il a purgé sa peine, qu'il s'est trompé de file et que son dossier n'a tout simplement pas été mis à jour.
Joe retourne chez Frito et apprend qu'il existe, parmi toutes les anciennes machines encore en service, une vieille machine à voyager dans le temps capable de le ramener à son époque. Il propose donc à Frito de le conduire à l'endroit où se trouve cette Time Masheen ; une fois revenu en 2005, Joe ouvrira un compte bancaire qui générera suffisamment d'intérêts pour rendre Frito richissime en 2505. Frito, qui « adore le pognon », accepte. Hélas, durant le trajet, Joe est de nouveau arrêté. Toutefois, au lieu de retourner en prison, Joe est conduit à la Maison-Blanche, devant le président des États-Unis, Dwayne Elizondo Mountain Dew Herbert Camacho, un homme massif aux allures de catcheur connu pour sa carrière dans le cinéma pornographique et cinq fois vainqueur du « tournoi grosses patates dans ta gueule ».
En effet, les tests de QI ont démontré que Joe est la personne la plus intelligente du monde. Camacho bombarde donc Joe secrétaire à l'Intérieur des États-Unis et lui donne une semaine pour que les sols, sur lesquels plus rien ne pousse, redeviennent fertiles. Sur le terrain, Joe retrouve Rita et ils constatent ensemble que la désertification est causée par le Brawndo utilisé pour l'arrosage des cultures : cette boisson énergétique a partout remplacé l'eau pure, qui n'est plus utilisée que dans les toilettes. Joe Bauers tente de convaincre les membres du gouvernement qu'il faut irriguer les sols avec de l'eau ; mais ceux-ci réfutent cette absurdité : le Brawndo, qui est plein d'électrolytes, leur paraît plus approprié que l'eau, qui ne sert plus que dans des toilettes où rien ne pousse non plus. Joe ne réussit à persuader ses interlocuteurs qu'en prétendant qu'il a le pouvoir de parler aux plantes et que celles-ci réclament de l'eau.
Malheureusement, cette substitution du Brawndo par de l'eau fait perdre toute valeur aux actions du monopole qui produit la boisson ; en une semaine, la moitié de la population se retrouve au chômage. Devant les désordres qui se multiplient et puisque les plantes ne poussent toujours pas, le président Camacho condamne Joe à la « réhabilitation », c'est-à-dire un combat d'arène entre monster trucks qui se conclut par la mort du condamné. L'avenir de Joe paraît donc irrémédiablement compromis quand Rita s'aperçoit que les plantes sont en train de germer : elle envoie Frito filmer les champs redevenus fertiles et réussit à diffuser publiquement les images. Le président Camacho se précipite pour éviter à Joe de périr carbonisé, puis lui accorde la grâce présidentielle. L'Amérique est sauvée et Joe devient vice-président.
Un peu plus tard, Frito emmène Joe et Rita à la Time Masheen (sic) : il s'agit en réalité d'un manège qui transporte ses passagers à travers une galerie pédagogique représentant les événements historiques de façon plutôt fantaisiste (le régime nazi de Charlie Chaplin réduit en esclavage l'Europe mais fut battu par l'« UN » qui « nationunisèrent le monde à jamais »). Enfin, Joe devient président des États-Unis, se marie avec Rita qui devient Première dame et nomme Frito vice-président. Mais le schéma de reproduction n'ayant pas évolué, le pessimisme reste de mise.
Dans une scène post-générique, Upgrayedd sort d'un troisième caisson et part à la recherche de Rita.

## Fiche technique
Sauf indication contraire, les informations mentionnées dans cette section peuvent être confirmées par les bases de données cinématographiques IMDb et Allociné,  présentes dans la section « Liens externes ».
- Titre original : Idiocracy

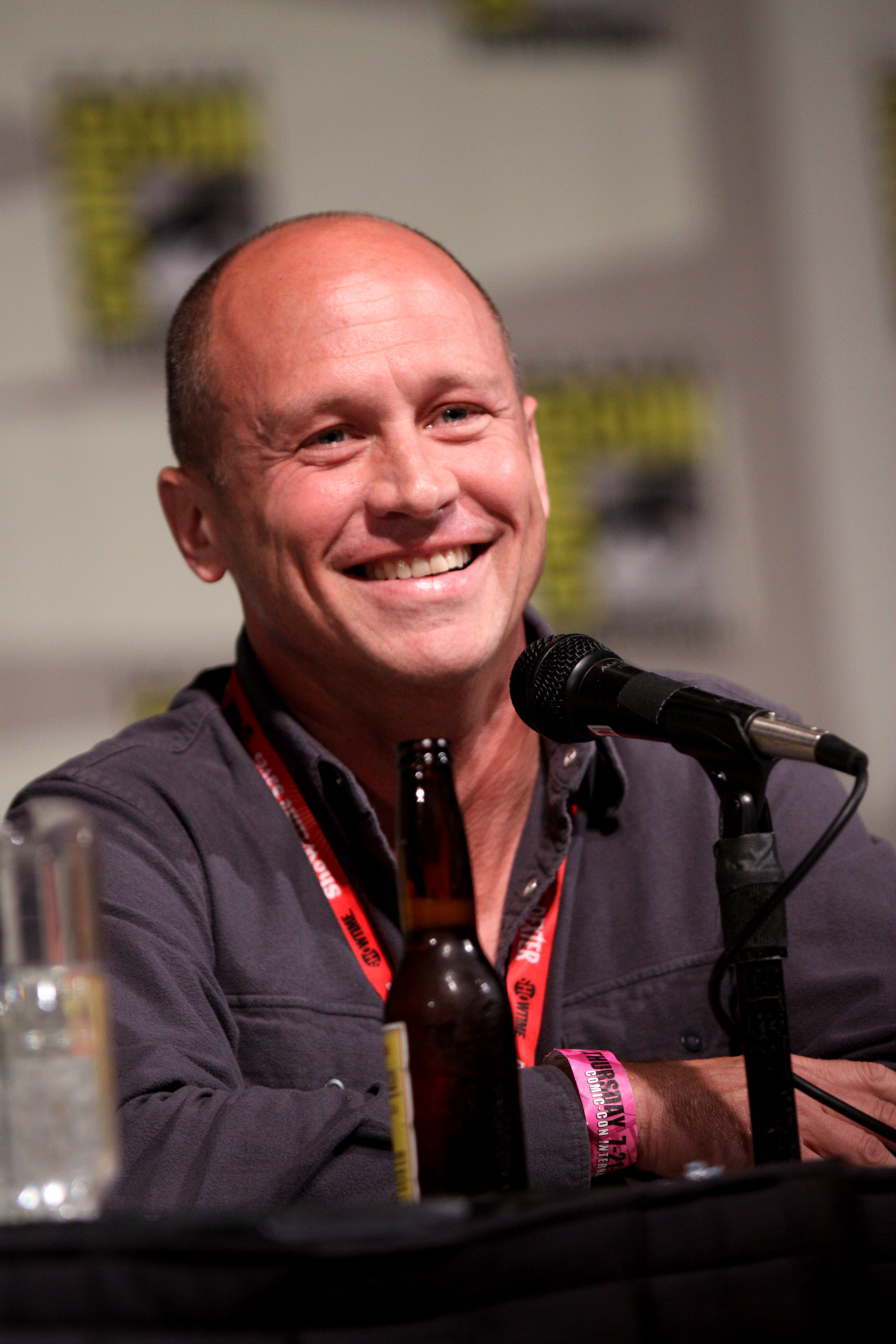
Mike Judge, le réalisateur dIdiocracy, photographié en 2011 au San Diego Comic-Con International.

- Titre français alternatif : Planet Stupid
- Titres de travail : 3001 ou The United States of Uhh-merica
- Réalisation : Mike Judge
- Scénario : Mike Judge, Etan Cohen
- Musique : Theodore Shapiro
- Direction artistique : William Ladd Skinner
- Décors : Darren Gilford
- Costumes : Debra McGuire
- Photographie : Tim Suhrstedt
- Montage : David Rennie
- Son : Michael J. Benavente (supervision), Sarah Bourgeois (assistante au superviseur)
- Production : Mike Judge, Elysa Koplovitz Dutton
  - Production déléguée : Michael Nelson
- Sociétés de production : Twentieth Century Fox, Ternion Pictures
- Sociétés d'effets spéciaux : Stargate Studios, Pixel Magic, yU+Co., Handmade Digital, Custom Film Effects
- Budget de production : 2,4 M$[9]
- Pays de production :  États-Unis
- Langue originale : anglais
- Genres : comédie, satire, science-fiction
- Format : couleur - 1,85:1 - Dolby / DTS
- Durée : 84 minutes
- Dates de sortie :
  - États-Unis : 1er septembre 2006 (sortie limitée)
  - France : 25 avril 2007

## Distribution
Sauf indication contraire, les informations mentionnées dans cette section peuvent être confirmées par les bases de données cinématographiques IMDb et Allociné,  présentes dans la section « Liens externes ».

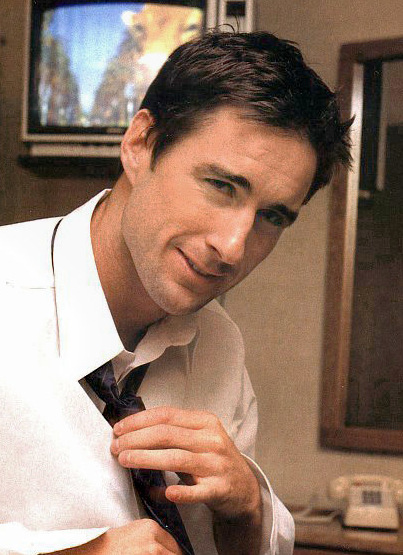
Luke Wilson, une des vedettes du film.

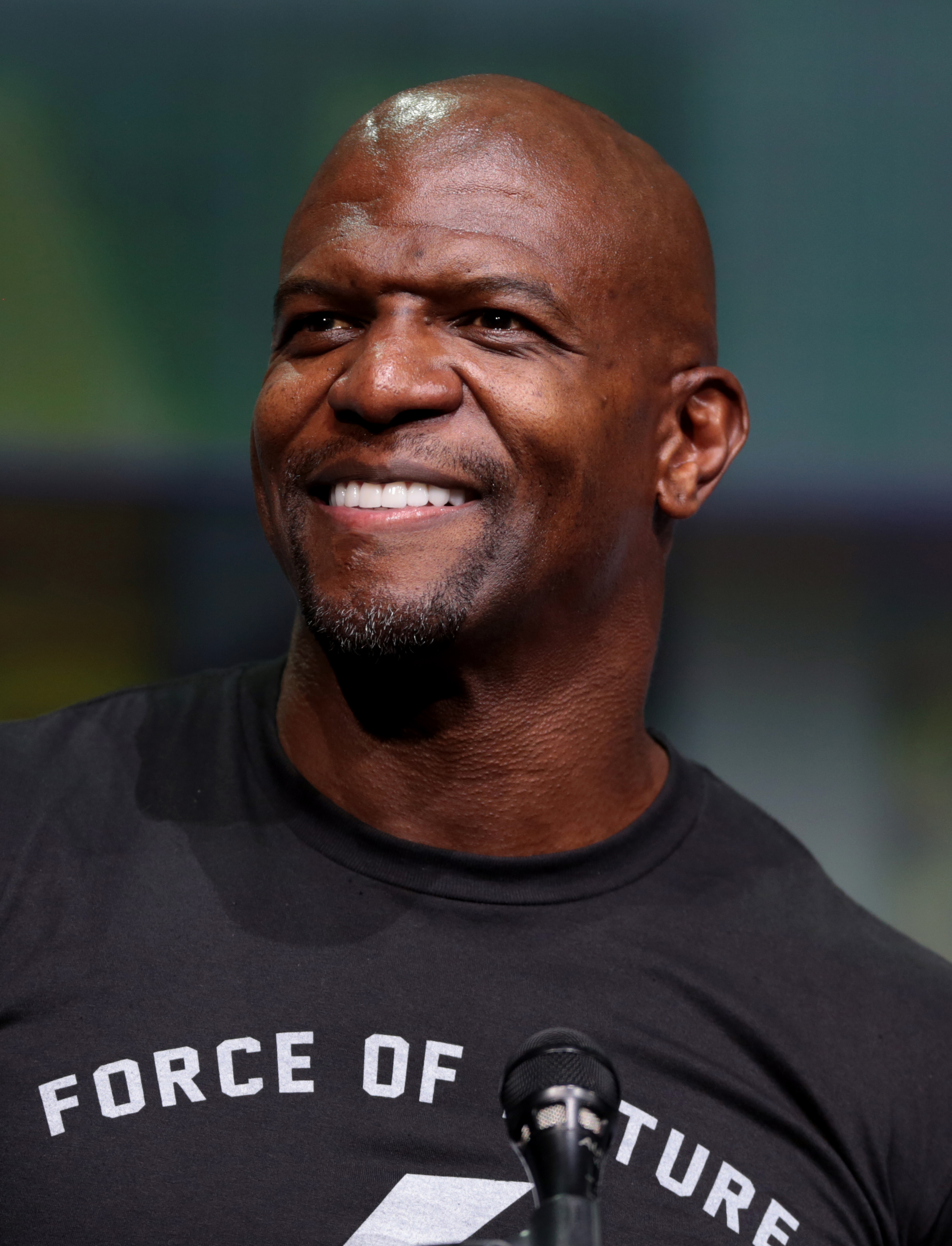
Terry Crews incarne le président des États-Unis.

- Luke Wilson (VFB : Olivier Cuvellier) : Joe Bauers, bibliothécaire militaire, plus tard Pas Sûr, secrétaire à l'Intérieur des États-Unis
- Maya Rudolph (VFB : Marie-Noëlle Hébrant) : Rita
- Michael McCafferty (VFB : Frédéric Meaux) : l'officier Collins
- Scarface (Brad Jordan) : Upgrayedd, proxénète
- Dax Shepard (VFB : Philippe Allard) : Frito Pendejo (Fritos est une marque de chips, « pendejo » signifie notamment « abruti » en espagnol[10].)
- Justin Long (VFB : Aurélien Ringelheim) : Dr Lexus. (Justin Long est sélectionné comme révélation masculine de l'année aux Teen Choice Awards 2007 en partie pour ce rôle[11].)
- Terry Crews (VFB : Claudio Dos Santos) : Dwayne Elizondo Mountain Dew Herbert Camacho, président des États-Unis d'Amérique
- Anthony Campos (VFB : Erwin Grünspan): secrétaire à la Défense des États-Unis
- David Herman (VFB : Alain Eloy) : secrétaire d'État des États-Unis
- Sara Rue : procureure générale des États-Unis
- Andrew Wilson : Beef Supreme, combattant au lance-flammes dans l'arène (Andrew Wilson est le frère de Luke Wilson ; beef supreme signifie littéralement le mets « suprême de bœuf »)
- Earl Mann (VFB : Bruno Bulté) : le narrateur
- Thomas Haden Church : président-directeur général de la société Brawndo
- Patrick Fischler : Yuppie

## Production
Twentieth Century Fox et Ternion Pictures sont les sociétés de production du film. Le film a porté les titres de production temporaires The United States of Uhh-merica et 3001,. Le tournage s'est déroulé en 2004 aux Austin Studios, à Austin, Texas et dans les villes d'Austin, San Marcos, Pflugerville et Round Rock. La scène de réhabilitation est notamment tournée au Travis County Expo Center, à Austin. Le tournage se fait durant un été pluvieux, ce qui rend difficiles les scènes de sécheresse nécessaires pour le film. L'équipe de tournage doit alors détruire des surfaces d'herbe. Plusieurs scènes du film se déroulent dans des lieux importants de Washington, la capitale des États-Unis : la Maison-Blanche, la Chambre des représentants et le National Mall. Le tournage souffre d'un budget très modeste et les journées sont longues et frénétiques.
Certains commentateurs de l'industrie,, avancent que le long métrage a connu des problèmes, notamment à cause du traitement peu flatteur des marques de commerce dans le film. Dans une entrevue donnée à des étudiants à l'université du Texas, Mike Judge a mentionné qu'il n'était pas satisfait de la gestion des projections test par Fox et par les recommandations de la société de production.

### Selon Mike Judge
Dans une entrevue accordée au magazine Inverse en 2021, Mike Judge explique qu'une première idée de film lui vient en 1996, alors qu'il réfléchit à l'évolution : si tout le monde survit dans nos sociétés modernes, quelles sont les conséquences pour le futur de l'humanité ? Le concept d'un protagoniste congelé naît alors.
Après la sortie d'Office Space, la Fox invite Judge à soumettre quelques idées de films, et le concept d'Idiocracy est alors retenu par le studio. Ceci permet à Judge de compléter le second de deux films qu'il a promis contractuellement à la Fox. En 2001, le réalisateur, alors immobilisé par une fracture à la cheville, écrit le synopsis du long métrage, d'abord intitulé 3001.
Il embauche alors Etan Cohen comme co-scénariste, qui propose d'emblée un « musée du pet » à Judge, ravi. À la fin de l'année, les collaborateurs ont en mains un premier scénario où le président Camacho est absent : c'est plutôt un système d'intelligence artificielle exaspérant qui gouverne le pays. Des réécritures subséquentes introduisent Camacho dans le scénario. Judge le soumet à la Fox, qui traîne à mettre le film en production. Entre-temps, Luke Wilson manifeste son intérêt à participer au projet. Judge et Cohen réécrivent le scénario pour l'améliorer (avec Wilson en tête comme vedette, cette fois-ci).
Dans le film, les marques de commerce sont comiquement associées à l'industrie du sexe (American Express devient ainsi Uhmerican EXXXpress). L'inspiration lui en vient d'un salon de bronzage érotique qu'il voit sur l'autoroute. Surpris d'apprendre que certains salons de bronzage sont des lieux de débauche, il imagine l'effet comique si les cafés Starbucks suivaient la même dérive. Les avocats de la Fox sont d'abord réticents à dénigrer une société, mais concèdent qu'il serait possible de conserver le gag en évitant de mentionner uniquement Starbucks, et plutôt en faisant subir le même traitement à toutes les marques. Judge adopte cette stratégie pour le scénario final.
L'explication qu'il donne pour la sortie limitée du film est de mauvais previews auprès du public.

## Accueil

### Sortie au cinéma
La sortie en salles de cinéma est initialement prévue pour le 5 août 2005, selon Mike Judge. Un des posters du film figure un pastiche de l'Homme de Vitruve, ventripotent, avec en mains boissons alcooliques et télécommande.
La sortie du film connaît des problèmes importants. En avril 2006, la sortie est repoussée au 1er septembre 2006. En août de la même année, des rumeurs de sortie limitée ou complètement annulée sont reprises par MTV, au grand dam de nombreux fans, aux réactions « tantôt interloquées, tantôt apoplectiques » sur le web. Dans une entrevue accordée au magazine Esquire, Judge décrit de longs retards dus notamment à des désaccords avec les cadres de la Fox sur le marketing et la post-production. Le réalisateur s'accuse d'ailleurs lui-même de ne pas avoir été plus ferme avec le studio, mais déclare ces nécessaires manœuvres de force insultantes et stressantes.
Idiocracy fait finalement son apparition en cinéma, aux États-Unis et au Canada, le 1er septembre 2006, durant le week-end du Labor Day américain, une période notoire pour être le dépotoir des films jugés indésirables par leurs studios. Le film sort d'ailleurs dans sept villes seulement : Austin, Dallas, Houston, Atlanta, Chicago, Los Angeles et Toronto, pour un total de 130 salles seulement. Les recettes au box-office reflètent cette distribution mince : 444 093 $ aux États-Unis et un maigre 51 210 $ dans le reste du monde, sur un budget de quelque 3 millions de dollars.
Aucune raison claire n’est avancée par la Fox pour cette sortie limitée. Un proche du réalisateur Mike Judge accuse la société d’avoir « abandonné le film », celle-ci n’ayant notamment fait aucune promotion du film : pas de bande-annonce, pas de publicité à la télévision, aucune affiche, et seulement deux photos de presse. Le titre du film n'est même pas renseigné sur le système d'achat de billets Moviefone (en). De plus, aucune projection réservée à la presse n’est organisée. Ryan Pearson, de l’Associated Press, et Darren Gilford, chef décorateur du film, évoquent quatre hypothèses pour ce traitement glacial du film : le film est médiocre, ou bien le mauvais traitement des marques de commerces a fait tiquer le milieu des affaires, ou bien encore c’est une stratégie de marketing basée sur le bouche-à-oreille. L’hypothèse la plus plausible selon Pearson et Gilford est qu’un désaccord important entre Judge et Fox a mené le studio à effectuer la plus petite sortie en salles possible selon les termes du contrat, puis à diffuser le film sur DVD.
Selon le magazine Time, les projections test sont mal reçues par le public test, et Fox aurait jugé futile de faire le marketing d’un film « esthétiquement désagréable » et au « corporatisme volontairement criard ». Toujours selon le Time, Fox aurait envisagé une campagne publicitaire ne montrant aucun extrait du film. Mike Judge confirme une réception « horrible » des previews selon les critères d'Hollywood.
Le film sort dans les cinémas français le 25 septembre 2007, là aussi de façon très limitée. Le site Web aVoir-aLire.com qualifie de « mince sortie technique » l'apparition du film dans les salles de l'Hexagone.
Le 4 octobre 2016, les cinémas Alamo Drafthouse proposent une nouvelle projection du film dans une trentaine de salles aux États-Unis, voulant illustrer la correspondance entre le film et la campagne présidentielle jugée « absurde » opposant alors Donald Trump à Hillary Clinton, ainsi que la place « essentielle » du film dans la conversation sur ces élections. Certains membres de la distribution et de l'équipe de production du film participent à l'événement et se livrent à une entrevue après le visionnage du film.

### Accueil critique
Malgré l’absence de projections test destinées aux critiques, le film est bien reçu aux États-Unis. Sur le site Web Rotten Tomatoes, le taux d’approbation est de 71 %, basé sur 52 critiques. Le consensus de la critique sur le site a d'abord été « Idiocracy provoque l’hilarité et la satire grinçante qui ne pouvaient venir que de Mike Judge » puis est devenu, vers 2020, « Inégal mais toutefois agréable, Idiocracy épingle la dégénérescence de la société avec un esprit à la fois plaisant et acéré ». Le site Metacritic donne un « metascore » de 66 % basé sur 12 avis, ce qui équivaut à des « critiques généralement favorables ».
Ann Hornaday, du Washington Post, écrit que le film est un exemple parfait de film intelligent et polémique d’une façon à la fois cinglante et drôle. Pour elle, le film est plus rageur et bien moins indulgent que Office Space, aussi réalisé par Mike Judge. Plusieurs autres critiques applaudissent ce qu’ils voient comme la perspicacité de Judge dans sa condamnation de la détérioration culturelle américaine,. Felix Vasquez écrit notamment du long métrage que « c’est un film maintenant mais, dans dix ans, ce sera un documentaire historique ».
Robert Koehler est moins flatteur et écrit dans Variety que Mike Judge réussit très bien les grandes lignes directrices du film, mais que son script et sa direction sont insuffisants pour exploiter tout le potentiel comique des scènes individuelles. Koehler déplore également les gags répétitifs, certains éléments de la photographie et de l’édition, ainsi que la contradiction apparente qu’est la bonne marche de technologies futuristes dans une société d’ineptes incapables d’entretenir ces technologies.
Dans Slant, Fernando F. Croce donne une étoile et demie sur cinq, et met l'accent sur la critique que fait Judge de la passivité des masses crétinisées : « Idiocracy est trop épars et compromis pour exploiter sa prémisse lugubre au-delà de la piètre farce, mais la fureur culturelle de Judge demeure intacte : même si les personnages sont de vrais bouffons imbéciles, Judge montre que c'est leur docilité, leur inertie politique qui font d'eux de véritables idiots. ».
Dans le Chicago Tribune, à l'occasion de la sortie du film sur DVD, Daniel Fienberg est très critique : Idiocracy est un « mauvais film », au rythme maladroit, « visuellement horrifique et rarement hilarant ».
En France, le site Allociné propose une moyenne de 3,3 étoiles sur 5, basée sur 7 critiques parues dans la presse. Romain Le Vern, sur aVoir-Alire.com, sous-titre sa critique « Graine de culte » et y écrit que « Idiocracy est un authentique brûlot qui réjouit les maxillaires sans prendre le spectateur pour le dernier des sots », mais regrette « un final un peu décevant ». Jean-Philippe Tessé écrit dans le magazine en ligne Chronic'art que « le pitch est génial, si génial qu’il est bien difficile à Idiocracy de se hisser à la hauteur de son idée de base » et le journaliste met l’accent sur l’effet « inquiétant » et « anxiogène » de la « bêtise à l’état brut ».

### Sortie en DVD
Le film est sorti en France au format DVD sous le titre Planet Stupid le 10 septembre 2008, avec cinq scènes coupées en bonus. Le DVD porte la mention « Instructions : Insérez ce DVD dans votre lecteur DVD » et les avertissements « Ne pas mettre ce DVD dans un four » et « Ne pas manger ce DVD ». Une des accroches du film en version originale est : The Future Is A No Brainer soit « Le futur, c'est tout bête » ou encore « Le futur est écervelé ».
Sur certaines versions, une dernière séquence apparaît juste après la fin du générique de clôture montrant Upgrayedd (le proxénète) sortant d'un caisson et disant qu'il va retrouver Rita.
Selon certaines sources, les recettes du DVD sont 20 fois plus grandes que le médiocre demi-million de dollars obtenu au box-office.

## Autour du film

### Dysgénisme, eugénisme et classisme
Le film est associé au thème du dysgénisme, soit une hypothèse selon laquelle des gènes défectueux (ici, ceux de l'idiotie) peuvent s'accumuler dans une population humaine dans certaines circonstances. Pour Idiocracy, c'est la fécondité trop grande des personnes les moins intelligentes et celle trop faible des plus intelligents qui entraînent un effet dysgénique abêtissant l'humanité. Il n'existe aucune preuve scientifique que ce mécanisme soit à l'œuvre dans la réalité.
De fait, un article acerbe publié dans Vice relève la fausseté des prémisses dysgéniques du film, soit que les idiots engendrent d'autres idiots et que leur fertilité excède celle des personnes intelligentes. L'article cite notamment une étude de 2015 du Pew Research Center qui observe une augmentation de la taille des familles des femmes instruites. Qui plus est, l'auteur propose que si l'on accepte les hypothèses génétiques du film, alors il devient nécessaire de vouloir limiter la reproduction des gens moins brillants, soit se livrer à de l'eugénisme, une sélection artificielle notamment associée au régime nazi. Un an plus tard, un autre article publié sur Salon interprète le film comme une « célébration de l'eugénisme » et comme un effort grossier et superficiel de mépris de classe.

### Brawndo

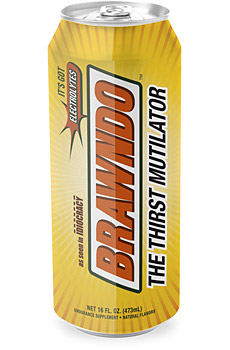
Une canette de Brawndo. Le slogan humoristique, The thirst mutilator, peut se traduire par « Le mutilateur de la soif ».

En 2007, la société américaine Redux Beverages a l'idée de transformer la boisson fictive Brawndo mentionnée dans le film en une véritable boisson énergisante, vendue sous licence de la 20th Century Fox. L'apparence de la canette reprend celle trouvée dans le film, incluant le slogan répété mécaniquement par les personnages « It's got electrolytes » (« Contient des électrolytes ») — sans que ces personnages comprennent ce que sont les électrolytes. La boisson est verte et contient de la caféine et de la taurine. En anglais, le mot brawn signifie la force physique, souvent employé en contraste avec le mot brain, soit l'intelligence.
Certains commentateurs, relèvent le caractère « méta-subversif » du fait de se moquer du marketing à outrance (celui de Brawndo dans le film) en utilisant le marketing (par la vente d'un véritable produit).
Plus récemment, la marque de commerce Brawndo est utilisée pour vendre une Gose aromatisée.

### Étymologie du titre
En anglais, le mot « idiocracy » est attesté depuis au moins 1806 au sens d’adéquation d’un corps avec sa fonction. Le dictionnaire Oxford English Dictionary lui donne le sens de gouvernement ou autorité personnelle. Cependant, il est probable que le mot est formé humoristiquement à partir du mot « idiot » et du suffixe « -cratie » pour signifier un système politique fondé sur la bêtise.
Le titre est repris presque tel quel dans la majorité des autres langues pour lesquelles le film est traduit, par exemple Idiocracia en espagnol ou Идиократия (Idiokratiya) en russe. Cependant, la traduction tchèque est Absurdistán et la traduction portugaise est Terra de Idiotas (soit Terre des idiots). La version japonaise, plus éloignée, signifie littéralement « Jeunesse du 26e siècle ». En France, le titre Planet Stupid est du franglais signifiant « La planète Stupide ».

### Série télévisée et publicités dérivées
Dès 2007, Terry Crews indiquait en entrevue qu'il aurait adoré reprendre le rôle du président Camacho, quel que soit le média choisi pour faire cela. En août 2012, Crews a expliqué qu'il discutait avec Judge et la Fox de l'idée de réaliser une série télévisée dérivée où il jouerait à nouveau le président. La série aurait pris la forme d'une série télévisée diffusée sur Internet. Cette série ne s'est pas matérialisée. Cependant, en octobre 2012, une demi-douzaine de sketchs humoristiques réalisés par Funny or Die permettent à Crews de personnifier Camacho, à l'occasion de discours où il s'exprime sur l'économie, l'emploi ou encore le Moyen-Orient, avec la grossièreté et l'ineptie qui caractérisent le personnage.
En 2016, Mike Judge propose à la Fox de s'inspirer du film pour une série de spot publicitaires politiques (vraisemblablement hostiles à Donald Trump), mais la direction de la société refuse. Judge attribue cet échec aux allégeances politiques pro-Trump de sa tête dirigeante, le magnat de la presse Rupert Murdoch. De toute façon, Terry Crews n'était guère enthousiaste, estimant qu'il n'a pas à incarner « une arme anti-Trump ».

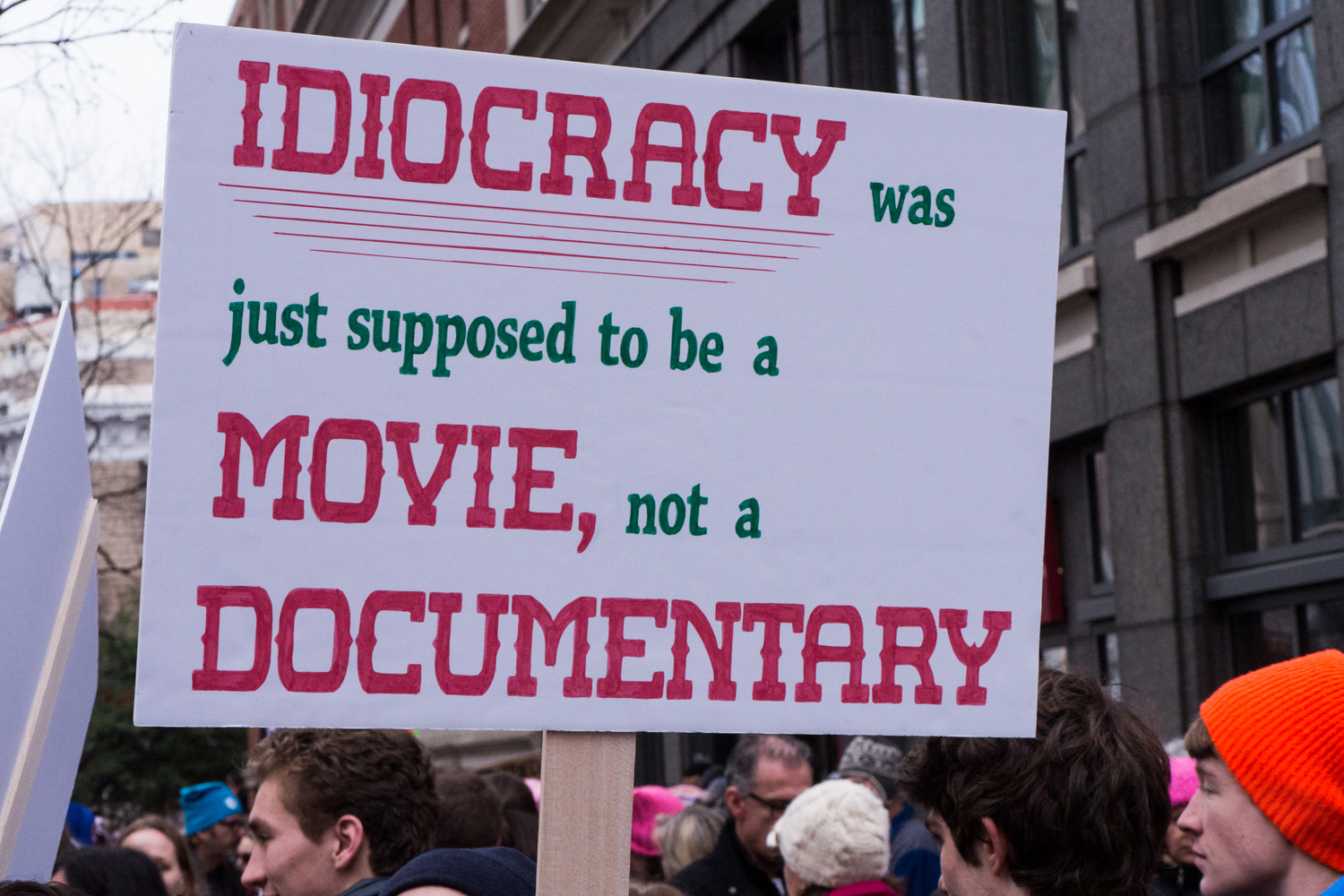
Cette pancarte photographiée à la marche des femmes sur Washington, D.C. de 2017 se lit : Idiocracy était censé être un film de fiction, pas un documentaire, un commentaire récurrent sur le film.

### Élection et présidence de Donald Trump
Le film est rétrospectivement perçu par certains commentateurs comme une prophétie de l'élection de Donald Trump en 2016,, et de sa présidence chaotique et ignorante,. Le film est même comiquement clairvoyant quand, en 2016, le président Trump met à la tête du département du Travail le PDG de la chaîne de restauration rapide Carl's Jr., épinglée dans le film.
Les scénaristes du film, Etan Cohen et Mike Judge, ont notamment exprimé leur désarroi devant la politique de Donald Trump,. Un commentateur du Washington Post se sert ainsi du film comme préfiguration de ce qu'il considère comme le leadership discutable du président Trump lors de la pandémie de Covid-19 en 2020.